# 斯特凡·泽姆勒
斯特凡·泽姆勒（德語：Stefan Semmler，1952年5月5日—），德国男子赛艇运动员。他曾代表东德参加1976年和1980年夏季奥林匹克运动会赛艇比赛，获得二枚金牌，均来自男子四人单桨无舵手项目。